# Indianapolis Tennis Championships 1999
L'Indianapolis Tennis Championships 1999 è stato un torneo di tennis giocato sul cemento.
È stata la 12ª edizione dell'Indianapolis Tennis Championships (conosciuto quest'anno anche come RCA Championships per motivi di sponsorizzazione), 
che fa parte della categoria International Series Gold nell'ambito dell'ATP Tour 1999. 
Si è giocato all'Indianapolis Tennis Center di Indianapolis negli Stati Uniti, dal 16 al 22 agosto 1999.

## Campioni

### Singolare
Nicolás Lapentti ha battuto in finale  Vincent Spadea con il punteggio di 4–6, 6–4, 6–4

### Doppio
Paul Haarhuis /  Jared Palmer hanno battuto in finale  Olivier Delaître /  Leander Paes con il punteggio di 6–3, 6–4